# Vassili Smislov
Vassili Vassílievitx Smislov (en rus: Васи́лий Васильевич Смысло́в) (Moscou, 24 de març de 1921 - Moscou, 27 de març de 2010), fou un Gran Mestre d'escacs rus i soviètic, que va ser Campió del món d'escacs des del 1957 al 1958. Fou també Candidat al campionat del món en vuit ocasions (1948, 1950, 1953, 1956, 1959, 1965, 1983, i 1985). Smyslov empatà dos cops al primer lloc al Campionat d'escacs de la Unió Soviètica (1949, 1955), i guanyà un total de 17 medalles a les Olimpíades d'escacs, la qual cosa és un rècord absolut de tots els temps. A més, en cinc participacions en els Campionats d'Europa per equips, Smislov va guanyar-hi deu medalles d'or. El 1950 fou un dels 27 primers jugadors guardonats al món amb el títol de Gran Mestre Internacional de la FIDE. Va romandre actiu (i obtingué nombrosos èxits) en els escacs d'alta competició especialment a les dècades dels 1960 i 1970. El 1991, fou el primer Campió del món sènior, i encara actualment és l'únic jugador masculí que ha assolit guanyar el campionat del món absolut i el sènior. A despit dels problemes de visió que patia, es mantingué encara actiu al segle xxi en la composició de problemes.

## Resultats destacats en competició
El 1966 guanyà la quarta edició del Memorial Rubinstein, un èxit que repetiria en la sisena edició del torneig, el 1968.

## Llibres
- Vassili Smislov (2003) Smyslov's Best Games, Volume 1: 1935-1957 (Moravian Chess Publishing House)
- Vassili Smislov (2003) Smyslov's Best Games, Volume 2: 1958-1995 (Moravian Chess Publishing House)
- Vassili Smislov (1997) Endgame Virtuoso (Cadogan)
- Vassili Smislov (1995) Smyslov's 125 Selected Games (edició moderna a càrrec d'Everyman Chess)
- Grigori Löwenfisch i Vassili Smislov (1971) Rook Endings (Batsford Edition)